# Шмит, Ханс
Ханс Шмит (нем. Hans Schmitt; 14 января 1835, Когоутов, ныне район Трутнов, Чехия — 15 января 1907, Вена) — австрийский музыкальный педагог, композитор, пианист и гобоист. Отец Роберта Ханса Шмита.
Сын учителя. Окончил Пражскую консерваторию (1850) по классу гобоя, в 1850—1855 гг. играл на гобое в оркестре Бухарестской оперы. Затем перебрался в Вену, играл в различных оркестрах, одновременно изучая фортепиано под руководством Йозефа Дакса. С 1862 г. преподавал в Венской консерватории, в 1875—1900 гг. возглавлял в ней фортепианное отделение. В 1900—1903 гг. профессор сольного пения в Моцартеуме.
Шмит считается реформатором фортепианной педагогики; ему принадлежит ряд инструктивных публикаций, в том числе пользовавшиеся популярностью лекции об использовании педали. Будучи открыт к новому, Шмит с интересом отнёсся к новой конструкции фортепиано, изобретённой его учеником Паулем фон Янко, а его ученица Гизела Гульяш стала одним из главных исполнителей на этом варианте инструмента.
Композиторское наследие Шмита включает оперу «Бруна» (1894), хоровые и фортепианные пьесы, многочисленные дидактические сочинения.